# Frank Scalice
Frank Scalice (/skɑːˈliːsi/; născut Francesco Scalisi, italiană: [franˈtʃesko skaˈliːzi]; n. 31 martie 1893, Palermo, Italia – d. 17 iunie 1957, New York City, New York, SUA), cunoscut și sub numele de „Don Ciccio” și „Wacky”, a fost un mafiot italoamerican care a condus viitoare familie Gambino din 1930 până în 1931. A fost subșeful lui Anastasia din 1951 până la asasinarea sa din 17 iunie 1957.

## Biografie
Scalice s-a născut Francesco Scalisi în Palermo, Sicilia, la 23 septembrie 1893, fiul cuplului format din Vincenzo Scalisi și Emanuela Privetera. Era vărul tatălui lui Anthony Gaggi⁠(d) și văr de gradul trei cu Dominick Montiglio, nepotul lui Gaggi. În anii 1910, alături de frații săi Thomas, Philip, Jack, Joseph și Giovanni, Frank emigrează în Statele Unite și se stabilește în cartierul Bronx. Acesta a fost căsătorit și a avut cinci fiice și un fiu vitreg. Și-a desfășurat activitățile în Mica Italie din Bronx⁠(d). A locuit alături de familia sa în City Island⁠(d). Implicat în numeroase crime, Scalice devine capo în gașca lui Salvatore D'Aquila⁠(d) din Brooklyn. După asasinarea lui D'Aquila din 10 octombrie 1928, la nivelul orașului New York puterea a fost preluată de gașca lui Joe Masseria din Manhattan. Succesorul lui D'Aquila, Manfredi Mineo⁠(d), s-a alăturat lui Masseria și a intrat în conflict cu Scalice.

#### Cariera
La 5 noiembrie 1930, Mineo și subșeful său, Stefano "Steve" Ferrigno⁠(d), au fost asasinați de sicilienii Castellammarese conduși de Salvatore Maranzano .  Scalice a devenit noul șef al familiei și un puternic aliat și susținător al lui Maranzano în războiul Castellammarese.
Războiul Castellammarese s-a încheiat pe 15 aprilie 1931 când Masseria a fost ucis. Maranzano s-a întâlnit cu șefii din New York în mai 1931 pentru a elabora un plan de pace și pentru a organiza cele cinci familii newyorkeze. Scalice a fost recunoscut ca donul uneia dintre familii. Cu toate acestea, după asasinarea lui Maranzano pe 10 septembrie 1931, noul șef Lucky Luciano l-a forțat pe Scalice să părăsească funcția. Acesta a fost înlocuit de Vincent Mangano.
Pe 8 septembrie 1945, Scalice l-a ajutat pe gangsterul Bugsy Siegel să deschidă hotelul Flamingo⁠(d) în zona metropolitană a Las Vegasului⁠(d). Scalice s-a implicat ulterior în industria cazionurilor.
Mangano, devenit boss al familiei, era frustrat din cauza legăturile apropiate dintre Anastasia, Luciano și Frank Costello, în special după ce Anastasia a desfășurat operațiuni pentru aceștia fără permisiunea sa. Aceste întâmplări au condus în cele din urmă la conflicte.
Fratele lui Mangano, Philip⁠(d), a fost găsit mort în apropiere de Sheepshead Bay, Brooklyn⁠(d) pe 19 aprilie 1951. Vincent Mangano a dispărut și nu a fost găsit niciodată, fiind declarat mort zece ani mai târziu. Se speculează că Anastasia i-ar fi ucis.
După moartea fraților Mangano, Anastasia a devenit șeful familiei și Scalice subșef.

## Moartea
Pe 17 iunie 1957, Scalice a fost asasinat de doi oameni înarmați într-o piață de legume din Bronx deoarece a permis unor indivizi să devină membri oficiali în schimbul unor sume de bani. Înmormântarea a avut loc la casa funerară Scocozza din Bronx. Polițiștii și agenții federali au participat la înmormântare, iar toți participanții au fost chemați să depună mărturie⁠(d) de procurorul districtului Bronx. Scalice este înhumat în cimitirul Woodlawn⁠(d) din Bronx.
După moartea sa, Carlo Gambino a devenit subșeful lui Anastasia.
Pe 7 septembrie, fratele lui Scalice, Joseph, a fost ucis și declarat dispărut pe 10 septembrie. Conform declarațiilor lui Joseph Valachi⁠(d), acesta a fost ucis de James Squillante⁠(d) după ce l-a amenințat că-și va răzbuna fratele. De asemenea, Valachi a menționat că ambele asasinări au fost ordonate de Anastasia.
Pe 27 aprilie 1959, fratele lui Scalice, Giovanni, reținut în calitate de martor în cazul asasinării fratelui său, a fost eliberat și plecat spre Paris.

## În cultura populară
Eliminarea lui Scalice a inspirat scena asasinării lui Vito Corleone din filmul The Godfather. Personajul a fost împușcat și rănit în timp ce cumpăra fructe într-o piață.